# Massey University

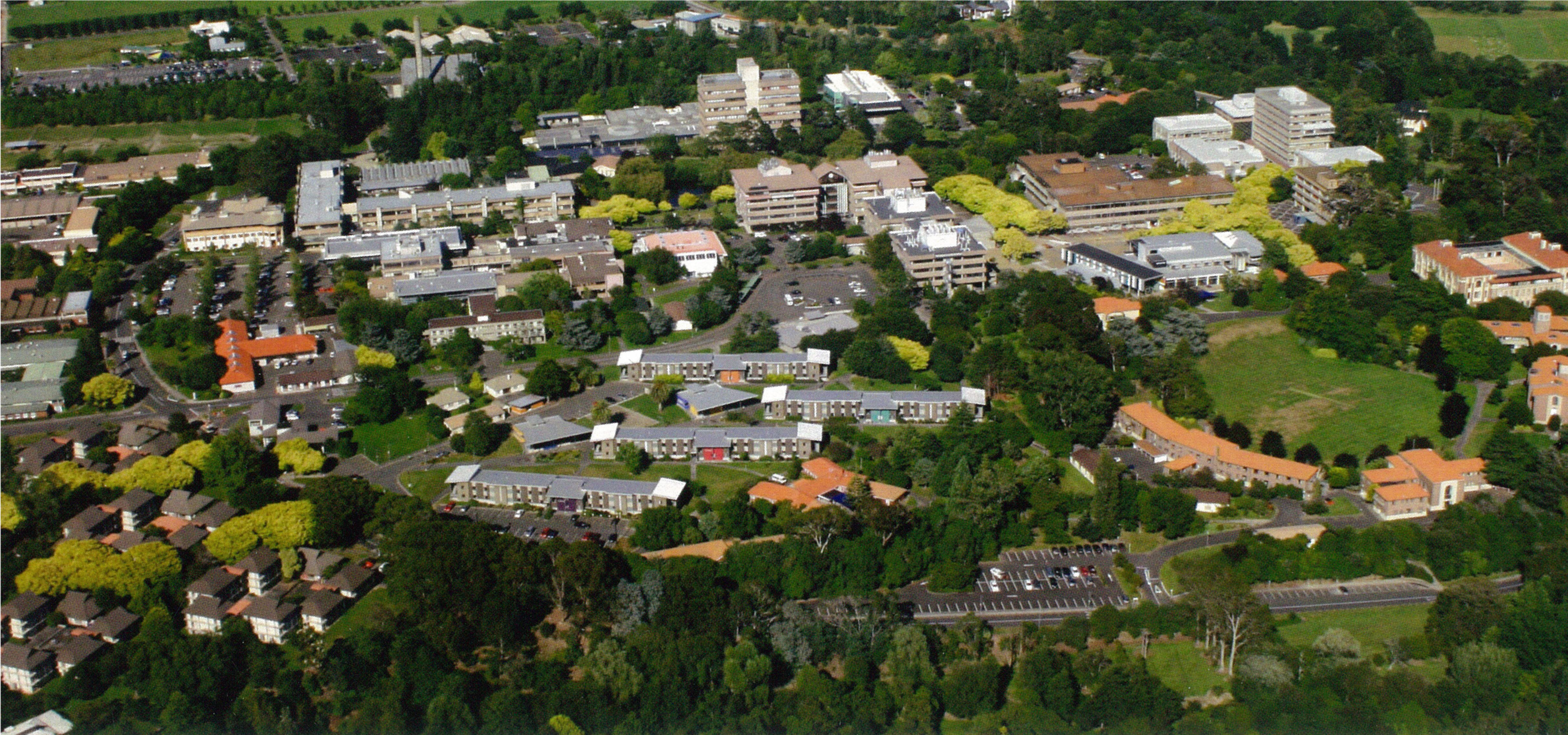
De Manawatū-campus van Massey University, gefotografeerd in 2010. Dit was de oorspronkelijke campus van de universiteit voordat deze werd uitgebreid naar Auckland en Wellington.

Massey University (Māori: Te Kungenga ki Pūrehuroa) is een openbare onderzoeksuniversiteit in Nieuw-Zeeland die interne onderwijs en afstandsonderwijs aanbiedt. De universiteit heeft campussen in Auckland, Palmerston North en Wellington. Volgens gegevens van Universities New Zealand had de universiteit in 2024 ongeveer 26.505 ingeschreven studenten, waarmee het de op één na grootste universiteit van het land is. Op alle drie de campussen wordt onderzoek gedaan en er studeren mensen uit meer dan 130 landen aan de universiteit.
Volgens het jaarverslag van de universiteit studeerde in 2023 ongeveer 17,8% van de interne studenten op de campus in Auckland, 19,2% op de Manawatū-campus (Palmerston North) en 13,9% op de campus in Wellington. Afstandsonderwijs was goed voor 45,4% van de studentenpopulatie, terwijl de resterende 3,7% op andere locaties studeerde. In 2024 had de universiteit in totaal 26.099 studenten en 2.655 medewerkers (academisch en administratief).

## Geschiedenis

### Oorsprong (1879-1926)
Het idee om een landbouwcollege op te richten op het Noordereiland van Nieuw-Zeeland kreeg al in 1879 momentum, onder impuls van figuren als Sir George Grey en later van inspecteur-generaal George Hogben. In 1912 maakte de nieuwgekozen premier William Ferguson Massey het project tot een prioriteit, wat leidde tot de oprichting van leerstoelen landbouwkunde aan het Victoria University College (Wellington, 1923) en het Auckland University College (1924). In 1926 droegen beide instellingen hun landbouwscholen over onder de New Zealand Agricultural College Act om het New Zealand Agricultural College te vormen. Kort daarna werd besloten om de college te vestigen op het terrein van Batchelar, nabij Palmerston North.

### Massey Agricultural College (1927-1962)
De eerste vergadering van de Collegeraad vond op 1 februari 1927 in Wellington plaats. In september 1927 werd de Massey Agricultural College Act aangenomen, waardoor de college werd hernoemd tot Massey Agricultural College naar de voormalige premier van Nieuw-Zeeland, William Ferguson Massey, die in 1925 overleed en zich actief had ingezet voor landhervormingen. Het college opende op 2 maart 1928 zijn deuren voor studenten, onder leiding van rector Geoffrey Peren en adjunct-rector William Riddet . Op de eerste dag telde de inschrijving acht studenten, tegen het einde van het eerste jaar was dit aantal opgelopen tot 85, en in het tweede jaar tot 175.
Op 20 maart 1928 werd de college officieel geopend door minister van Landbouw Oswald Hawken. Het college legde naast wetenschappelijke studies de nadruk op praktische landbouw en verrichtte baanbrekend onderzoek op het gebied van zuivelproductie, irrigatie en veeteelt op haar eigen landbouwgronden. Ondanks de ontberingen tijdens de Grote Depressie en de Tweede Wereldoorlog breidde de school de studentenhuisvesting uit, richtte de studentenvereniging op (met het symbool van de ramskop in 1930) en verwelkomde in 1932 haar eerste vrouwelijke diplomastudente, Enid Hills,  en in 1938 haar eerste vrouwelijke bachelorstudents, Paddy Thorpe.
De groei na de oorlog legde de basis voor de status van universiteit. In 1961, na de ontbinding van de University of New-Zealand, werd het landboucollege omgevormd tot Massey College en tijdelijk verbonden aan Victoria University of Wellington (VUW) totdat volledige autonomie kon worden verkregen.

### Universitaire status en uitbreiding (1963-1992)
De oprichting in 1960 van het Palmerston North University College (PNUC), een dependance van Victoria University of Wellington (VUW), bood universitair onderwijs op niveau in de geesteswetenschappen en sociale wetenschappen in Palmerston North en introduceerde ook afstandsonderwijs . Op 1 januari 1963 fuseerden PNUC en Massey College tot het Massey University College of Manawatu. De Massey University Act van 1963 richtte op 1 januari 1964 officieel de Massey University of Manawatu op, waarmee de instelling volledige autonomie en universiteitsstatus kreeg, inclusief het recht om graden toe te kennen. De huidige naam, Massey University, werd in 1966 aangenomen.
Onder leiding van de eerste vice-kanselier, Sir Alan Stewart (1964-1982), groeide de universiteit snel. In het eerste jaar telde de universiteit ongeveer 1.877 studenten (ongeveer evenveel interne als externe studenten), en in 1992 was het totale aantal studenten gegroeid tot bijna 24.700, verdeeld over negen faculteiten. Belangrijke vroege faculteiten waren landbouw, diergeneeskunde (uniek onder de universiteiten van Nieuw-Zeeland), technologie, natuurwetenschappen, geesteswetenschappen, sociale wetenschappen, bedrijfskunde, onderwijskunde en wiskunde/informatiewetenschappen.

### Groei naar meerdere campussen (1993-heden)
In de jaren negentig breidde Massey University zich uit tot een universiteit met drie vestigingssteden en werden de academische programma's uitgebreid:
- De campus in Auckland werd in 1993 geopend in Albany op de North Shore van Auckland, onder vicekanselier Sir Neil Waters . Datzelfde jaar begonnen de lessen op deze campus.
- De fusie met Palmerston North College of Education vond plaats in 1996, onder vice-kanselier Prof James McWha .
- Wellington Polytechnic fuseerde in 1999 met Massey University, wat leidde tot de oprichting van het College of Creative Arts in Wellington.[26]

Aan het eind van de jaren 1990 werden de negen faculteiten van de universiteit saamgevoegd tot vijf colleges: Bedrijfskunde, Creatieve Kunsten, Onderwijs, Geestes- en Sociale Wetenschappen, en Wetenschappen. In 2013 werd het College of Education geïntegreerd in het College of Humanities and Social Sciences, en werd het nieuwe College of Health opgericht. 

## Campussen

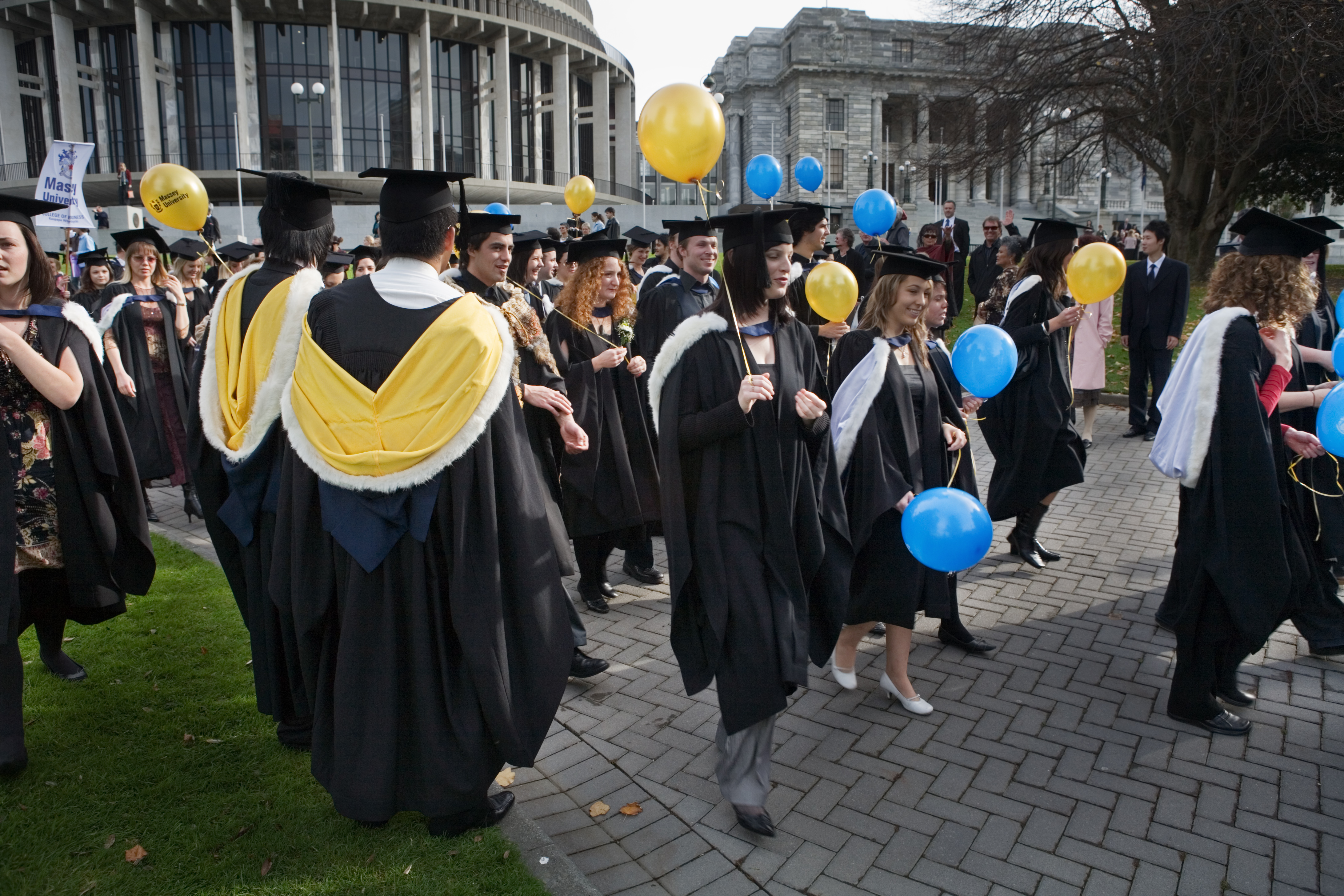
Afgestudeerden in Wellington.

Massey University heeft campussen in Palmerston North in Manawatū, in Wellington (in de voorstad Mt Cook) en op de North Shore van Auckland in Albany. Daarnaast biedt Massey de meeste opleidingen extern aan, zowel binnen als buiten Nieuw-Zeeland. Op alle drie de campussen wordt onderzoek verricht.

### Campus Auckland (Ōtehā)

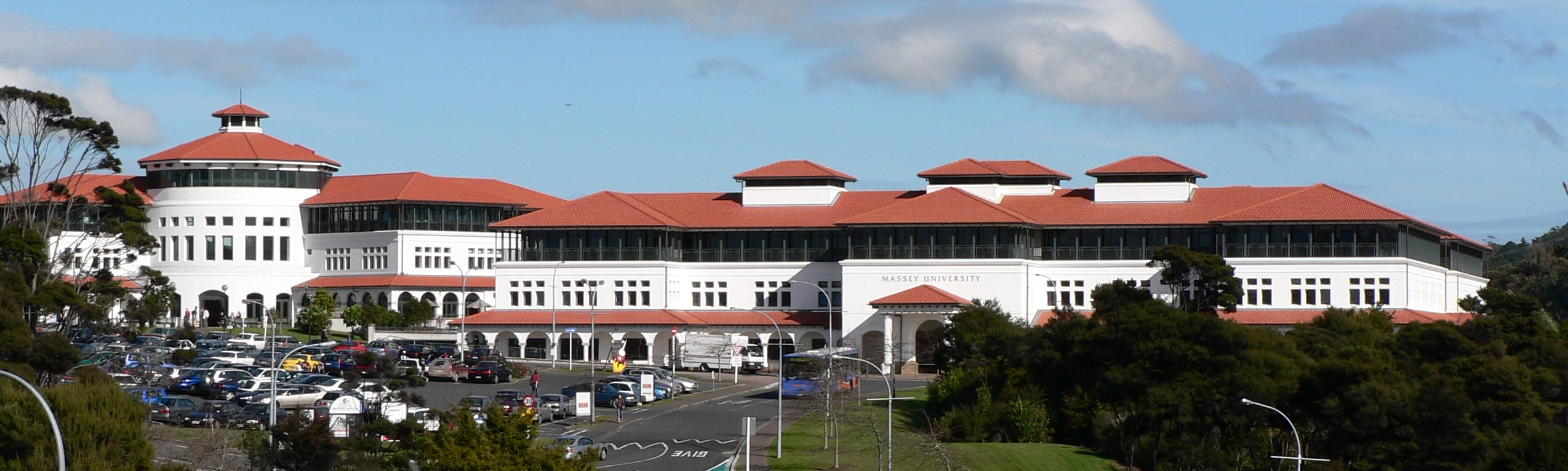
Een deel van de Campus Auckland van Massey University in 2005.

Sinds 1993 is de campus Ōtehā in Auckland sterk gegroeid in een ontwikkelend deel van Auckland's North Shore City . Science en Business zijn de twee grootste college op de campus. De College of Science huisvest het New Zealand Institute for Advanced Study, dat zich uitsluitend op de campus bevindt. Er zijn ongeveer 4.809 studenten ingeschreven Auckland. Deze campus is sindsdien gegroeid en in het eerste semester van 2015 is er een huisvestingsfaciliteit op de campus geopend. Op de campus Auckland staat een groot gouden beeld van een kippenvleugel, ter herdenking van de geschiedenis van de locatie als kippenboerderij.

### Campus Palmerston North (Manawatū)
Massey University werd voor het eerst opgericht op de Turitea-terrein in Palmerston North.
Het Turitea-terrein huisvest de belangrijkste administratieve afdelingen van Massey University, evenals het College of Humanities and Social Sciences, het College of Sciences, het College of Health en de Massey Business School. Het is ook de locatie van de enige diergeneeskundefaculteit in Nieuw-Zeeland. Massey University verwierf in 1996 een tweede, kleinere campus in Palmerston North, in Hokowhitu, toen het fuseerde met het Palmerston North College of Education. Deze fusie leidde tot de oprichting van het College of Education, waarin de bestaande Faculteit Educatie werd opgenomen. In 2013 werd het Institute of Education opgericht als onderdeel van het College of Humanities and Social Sciences. De Hokowhitu-campus werd later verkocht in 2016, nadat het instituut was verhuisd naar de Turitea-terrein.

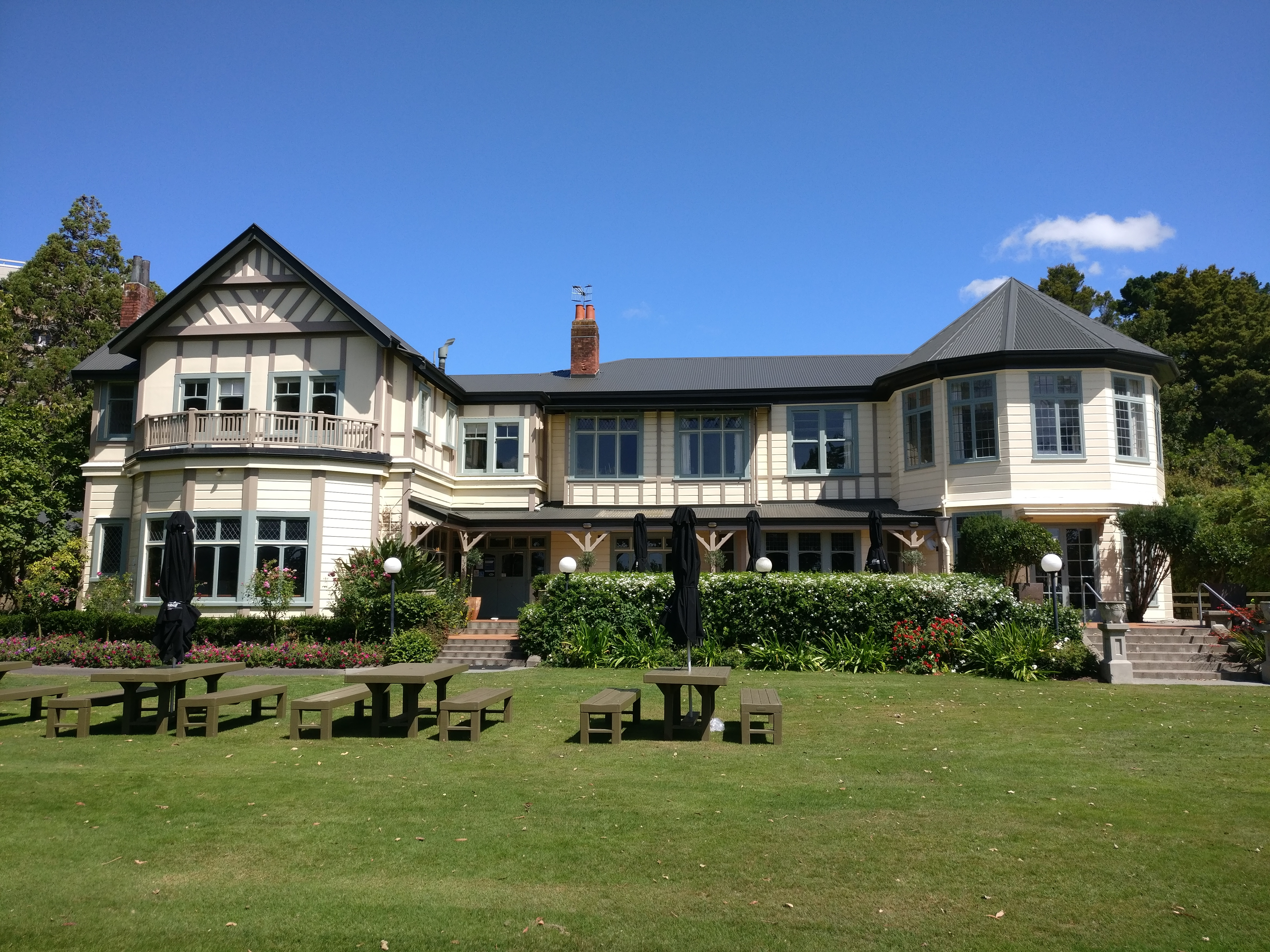
Wharerata café en accommodatie op de campus in Palmerston North.

### Campus Wellington (Pukeahu)
De campus Pukeahu in Wellington is ontstaan door de fusie met Wellington Polytechnic in 1999. De geschiedenis van Wellington Polytechnic gaat terug tot 1886, toen de Wellington School of Design werd opgericht. In 1891 werd de naam veranderd in Wellington Technical School en in 1963 werd de school gesplitst in Wellington Polytechnic en Wellington High School.
De campus Pukeahu specialiseert zich voornamelijk in ontwerp (College of Creative Arts), verpleegkunde en communicatie en journalistiek.

### Afstandsonderwijs
Afstandsonderwijs begonnen voor het eerst in 1960 en Massey University is de grootste en meest vooraanstaande aanbieder van afstandsonderwijs in Nieuw-Zeeland. Massey staat bekend om zijn flexibele leertrajecten en innovatieve onderwijsvormen. Deze traditie wordt voortgezet in het gebruik van gemengd en online leren. Halverwege de jaren 2010 begon de universiteit aan een groot project om haar afstandsonderwijs verder te digitaliseren.

### Bibliotheken
De bibliotheek van Massey University werd voor het eerst opgericht aan het Massey Agricultural College in 1930, toen de eerste bibliothecaris, Erica Baillie, werd aangesteld. De bibliotheek van het Palmerston North University College werd onderdeel van de Massey College Library na de fusie van beide instellingen in 1963. Naarmate de universiteit zich uitbreidde naar andere locaties, werden er ook plaatselijke bibliotheken opgericht. Voorbeelden hiervan zijn de campusbibliotheek van Auckland in 1993, de bibliotheek op de locatie Hokowhitu in 1996 (inmiddels gesloten) door de fusie met Palmerston North College of Education, en de campusbibliotheek van Wellington in 1999 door de fusie met Wellington Polytechnic. In de jaren 2000 werd er een tijdlang ook een bibliotheek op locatie geëxploiteerd in Ruawharo in Napier.
Net als de universiteit is de bibliotheek sinds de jaren 1960 exponentieel gegroeid. Ze bedient zowel studenten op de campus als afstandsstudenten. Māori-materiaal is goed vertegenwoordigd in de collecties van de bibliotheek. Tot de collecties met Māori-materiaal behoren de Ngā Kupu Ora-collectie, Māori Land Court Minute Books en de Bagnall-collectie. Erfgoedcollecties die door de bibliotheek worden beheerd zijn onder andere de Speciale Collecties van de Bibliotheek en het Archief van Massey University.

## Bestuur
Het bestuursorgaan van Massey Agricultural College en Massey College was de Raad (tussen 1938 en 1952 bekend als de Board of Governors). Massey University wordt bestuurd door de Universiteitsraad. De raad houdt toezicht op het beheer en de controle van de zaken, belangen en eigendommen van de universiteit.

## Academisch profiel

### Belangrijkste feiten
Uit het jaarverslag 2022:
- 3.092 medewerkers
- 27.533 studenten (16.847 EFTS)
- 3.428 Māori-studenten
- 1.574 studenten van eilanden in de Grote Oceaan
- 320 vrouwen in leiderschapsposities (47%)
- 2 nationale centra voor excellentie in onderzoek (en talrijke universitaire onderzoekscentra)
- Is gastheer van het Nationaal Centrum voor Excellentie in Tertiair Onderwijs

### Academische reputatie
In de Quacquarelli Symonds World University Rankings van 2026 (gepubliceerd in 2025) behaalde de universiteit een gedeelde 230e plaats (de derde plaats op nationaal niveau).
In de Times Higher Education World University Rankings 2025 (gepubliceerd in 2024) behaalde de universiteit een positie in de bandbreedte 501-600 (gedeelde 6e tot 8e plaats nationaal).
In de Academic Ranking of World Universities van 2024 behaalde de universiteit een positie in de bandbreedte 801-900 (een gedeelde 5e tot 7e plaats op nationaal niveau).
In het U.S. News & World Report Best Global Universities van 2025–2026 behaalde de universiteit een gedeelde 660e plaats (6e nationaal).
In de CWTS Leiden Ranking 2024 behaalde de universiteit een 677e plaats (3e op nationaal niveau).

### Internationale samenwerking
Massey University onderhoudt nauwe samenwerkingen met universiteiten en opleidingsinstellingen wereldwijd. Deze omvatten onder andere:
- Wageningen University & Research: Massey University onderhoudt een strategisch samenwerkingsverband met Wageningen University in Nederland, gericht op onderzoek, onderwijs en studentenuitwisseling binnen de landbouw- en levenswetenschappen.[49]

## Studentenleven

### Te Tira Ahu Pae
Te Tira Ahu Pae (TTAP) is de studentenvereniging van Massey University die alle vier de campussen bedient: Pāmamao – Afstandsonderwijs, Ōtehā – Auckland, Manawatū – Palmerston North en Pukeahu – Wellington. Het Te Tira Ahu Pae-bestuur bestaat uit 31 studentenvertegenwoordigers.
Te Tire Ahu Pae verzorgt zowel vertegenwoordiging als studentendiensten voor studenten van Massey University. De diensten die TTAP levert, omvatten:
- Studentenvertegenwoordiging
- Belangenbehartiging
- Clubs en verenigingen
- Evenementen
- Media – Radio Control en Massive Magazine